# Anatemnus subvastus
Espèce
Anatemnus subvastus est une espèce de pseudoscorpions de la famille des Atemnidae.

## Distribution
Cette espèce est endémique du Pilbara en Australie-Occidentale.

## Description
Le mâle holotype mesure 2,58 mm et les femelles de 2,24 à 2,83 mm.

## Publication originale
- (en) Jason B. Alexander, Mieke A.A. Burger et Mark S. Harvey, « A new species of troglobitic Anatemnus (Pseudoscorpiones: Atemnidae) from the Pilbara bioregion of Australia », Records of the Western Australian Museum, vol. 29, no 2,‎ 2014, p. 141-148 (ISSN 0312-3162, lire en ligne).